# Dhárma
Dhárma - Zeu vedic patronal al legislației, legalității și justiției, soțul zeiței Siddhi; adesea acesta era identificat ca zeul morții, Yama.